# تومانيان
تومانيان (بالإنجليزية: Tumanyan, Armenia)‏ هي municipality of Armenia تقع في أرمينيا في محافظة لوري. يقدر عدد سكانها بـ 1,700 نسمة ومساحتها 1 كم2 وترتفع عن سطح البحر 810 متر.